# Gouvernement Ecevit I
République de Turquie
Talu (en) Irmak (en)
Le gouvernement Ecevit I (en turc : I. Ecevit Hükûmeti) est le trente-septième gouvernement de la république de Turquie (en turc : 37. Türkiye Cumhuriyeti Hükûmeti), en fonction entre le 26 janvier et le 17 novembre 1974, durant la quinzième législature (en) de l'Assemblée nationale.

## Composition
| Poste                                                        | Titulaire                    | Titulaire                | Parti |
| ------------------------------------------------------------ | ---------------------------- | ------------------------ | ----- |
| Premier ministre                                             |                              | Bülent Ecevit            | CHP   |
| Vice-Premier ministre (en) Ministre d'État                   |                              | Necmettin Erbakan        | MSP   |
| Ministre d'État                                              |                              | İsmail Hakkı Birler (tr) | CHP   |
| Ministre d'État                                              |                              | Süleyman Arif Emre (tr)  | MSP   |
| Ministre d'État                                              |                              | Orhan Eyüpoğlu           | CHP   |
| Ministre de la Jeunesse et des Sports                        | Muslihittin Yılmaz Mete (tr) |                          | CHP   |
| Ministre des Douanes et des Monopoles                        | Mahmut Türkmenoğlu (tr)      |                          | CHP   |
| Ministre de la Justice                                       |                              | Şevket Kazan             | MSP   |
| Ministre de la Défense nationale                             |                              | Hasan Esat Işık          | CHP   |
| Ministre de l'Intérieur                                      |                              | Oğuzhan Asiltürk (en)    | MSP   |
| Ministre des Affaires étrangères                             |                              | Turan Güneş              | CHP   |
| Ministre des Finances                                        | Deniz Baykal                 |                          | CHP   |
| Ministre de l'Éducation nationale                            | Mustafa Üstündağ             |                          | CHP   |
| Ministre de la Construction et du Logement                   | Ali Topuz                    |                          | CHP   |
| Ministre des Travaux publics                                 | Erol Çevikçe (en)            |                          | CHP   |
| Ministre de la Santé et de l’Aide sociale                    | Selahattin Cizrelioğlu (tr)  |                          | CHP   |
| Ministre des Transports                                      | Ferda Güley (en)             |                          | CHP   |
| Ministre de l'Alimentation, de l'Agriculture et de l'Élevage |                              | Korkut Özal              | MSP   |
| Ministre des Affaires rurales et des Coopératives            |                              | Mustafa Ok (en)          | CHP   |
| Ministre du Travail                                          | Önder Sav                    |                          | CHP   |
| Ministre du Commerce                                         |                              | Fehim Adak               | MSP   |
| Ministre de l'Industrie et de la Technologie                 | Abdülkerim Doğru (tr)        |                          | MSP   |
| Ministre de l'Énergie et des Ressources naturelles           |                              | Cahit Kayra (tr)         | CHP   |
| Ministre du Tourisme et de la Publicité                      | Orhan Birgit (tr)            |                          | CHP   |
| Ministre des Forêts                                          | Ahmet Şener                  |                          | CHP   |